# كدونوئية
كدونوئية هي قرية في مقاطعة نائين، إيران. عدد سكان هذه القرية هو 110 في سنة 2006.